# Christiaan van Waldeck-Wildungen
Graaf Christiaan van Waldeck-Wildungen (Slot Eisenberg, 24/25 december 1585 – Burcht Waldeck, 31 december 1637), Duits: Christian Graf von Waldeck-Wildungen (officiële titels: Graf zu Waldeck und Pyrmont), was sinds 1588 graaf van Waldeck-Eisenberg en na de deling met zijn broer in 1607 graaf van Waldeck-Wildungen. Hij stichtte de nieuwe linie Waldeck-Wildungen en is de stamvader van de vorsten van Waldeck en Pyrmont.
Nooit eerder werd de onafhankelijkheid van het graafschap Waldeck meer bedreigd door Hessen dan tijdens het bewind van graaf Christiaan. Samen met zijn jongere broer Wolraad IV zette hij later echter met succes de op soevereiniteit gerichte territoriale politiek van hun vader Josias I voort. Ze maakten gebruik van de juridische mogelijkheden en kozen tijdens de voor Waldeck rampzalige Dertigjarige Oorlog de voor hun gunstige zijde van Zweden. Het einde van de oorlog en daarmee van het conflict met Hessen hebben beide graven echter niet meer meegemaakt.

## Biografie
Christiaan werd geboren op Slot Eisenberg op 24/25 december 1585 als de oudste zoon van graaf Josias I van Waldeck-Eisenberg en gravin Maria van Barby en Mühlingen. Toen Josias I op 6 augustus 1588 plotseling en overwacht op Slot Eisenberg overleed, waar de gasten voor de doop van zijn vierde kind Wolraad nog steeds verbleven, waren Christiaan en Wolraad nog minderjarig. De door hun vader begonnen hervormingen werden niet voortgezet, tot voordeel van de onder druk geraakte landstand. De twee jonge graven stonden onder voogdij van hun moeder en graaf Frans III van Waldeck-Landau. De andere zijtakken van het Huis Waldeck stierven kort na elkaar uit. Graaf Willem Ernst van Waldeck-Wildungen stierf jong op 16 september 1598 aan dysenterie. Met graaf Frans III van Waldeck-Landau, die zich als geen ander voor hem tegen Hessen verzet had, stierf op 12 maart 1597 ook de zijtak Waldeck-Landau uit. Omdat hij geen nakomelingen had, vermaakte Frans III zijn deel van het graafschap bij testament aan de minderjarige kinderen van graaf Josias I.
Nog jong maakten Christiaan en Wolraad mee hoe het tot dan toe sluimerende conflict over de soevereiniteit over het graafschap Waldeck zich vanaf 1604 – het jaar waarin Christiaan de regering overnam – tot een openlijk en later oorlogszuchtig en voor Waldeck dramatisch geschil ontwikkelde. Na het overlijden van landgraaf Lodewijk IV van Hessen-Marburg erfde zijn neef, Maurits van Hessen-Kassel, later ‘de Geleerde’ genoemd, een deel van het land. Hoewel een verandering van godsdienst door het testament was uitgesloten en de Augsburgse Religievrede het niet toeliet, voerde landsheer Maurits, die zich in 1605 tot het calvinisme bekeerde, de gereformeerde belijdenis in en oefende hij naast de religieuze ook politieke druk uit op Waldeck. Christiaan en Wolraad reageerden door het lutheranisme tot de religie voor het gehele graafschap te maken.

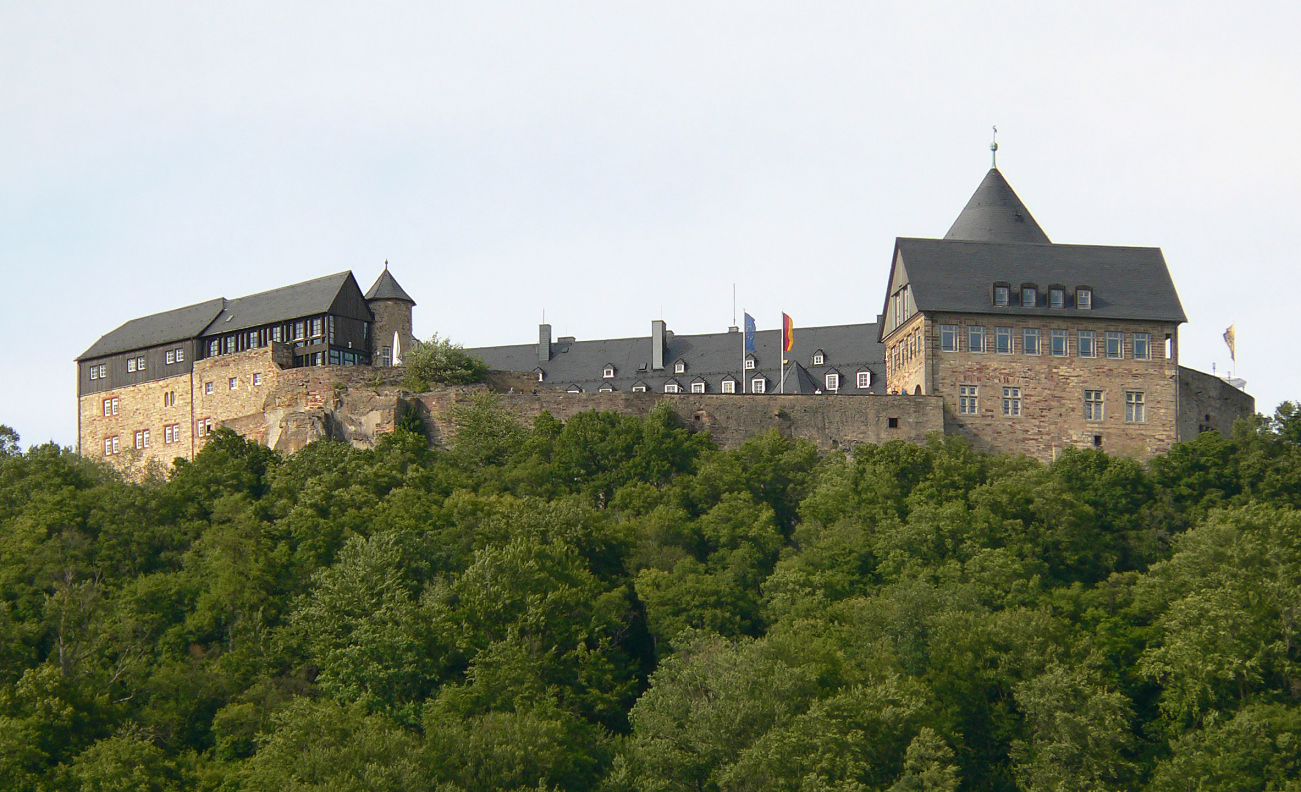
De Burcht Waldeck in 2012. Foto: Axel Hindemith.

Wolraad werd in 1607 meerderjarig. In datzelfde jaar kwam het tot een nieuwe verdeling van het graafschap Waldeck. Want hoewel Christiaan en Wolraad in de regering duidelijk gemeenschappelijk handelden, zou er tussen hen regelmatig ruzie zijn geweest. Christiaan verkreeg Wildungen, Waldeck, Landau en Wetterburg samen met de daarbij horende gebieden. Zijn broer Wolraad IV kreeg het noordelijke deel, met de steden Arolsen en Rhoden. Korbach bezaten ze gezamenlijk.
Christiaan en Wolraad volgden vanaf het begin van hun regering in respectievelijk 1604 en 1607 volledig de politiek van hun vader. Na de lange jaren van regentschap en dus het ontbreken van een actief beleid, aangepast aan de noden van de tijd, zou dit zeer onaangenaam voor de jonge graven uitpakken. Door de langdurige periode van politieke stilstand werkten de nu weer oplevende pogingen om het land intern te reorganiseren en tegelijkertijd de begrenzing van de landsheerlijke rechten naar buiten als een scherpe cesuur voor het graafschap Waldeck.
Beide graven lieten zich kort na de kroning van Matthias tot keizer op 20 januari 1612, waarbij Christiaan aanwezig was, de rijksonmiddellijkheid bevestigen. Maar dit alleen stelde de soevereiniteit van het land niet veilig. De lange afwezigheid van een krachtige territoriale politiek in het hele land leidde na 1607, toen Christiaan en Wolraad het graafschap Waldeck opnieuw bij de ‘moderne’ ontwikkelingen probeerden te laten aansluiten, tot een zo groot aantal ernstige conflicten, dat vanaf 1614 duidelijk van een diepe regeringscrisis gesproken kan worden. Alleen al de opeenvolging van Landdagen sinds die tijd is een bewijs van de spanningen die er in het graafschap bestonden. Maar nog zorgwekkender was de druk van buitenaf die door de volstrekt onvoorspelbare landgraaf Maurits, sinds de aanval op de grensstad Freienhagen in 1615, op het graafschap en zijn heersers werd uitgeoefend. Christiaan en Wolraad trokken uit de toenemende gevaren van buitenaf de consequentie dat zij nog in hetzelfde jaar aansluiting zochten bij Wetterauer Grafenverein, waarin kleinere landen zich verenigden tegen Hessen en waarbij de graven van Waldeck reeds ten tijde van graaf Filips II steun hadden gezocht. Bovendien ondernamen zij al het mogelijke om de in de buurgraafschappen ingevoerde defensiemaatregelen ook in Waldeck in te voeren. Gezien de leenrechtelijke banden van Waldeck met Hessen verklaarde landgraaf Maurits de toetreding voor onmogelijk, maar Christiaan had door zijn huwelijk met Elisabeth, dochter van graaf Johan VII ‘de Middelste’ van Nassau-Siegen, de graven van de Wetterauer Grafenverein aan zijn zijde, ook al was ook Maurits een schoonzoon van graaf Johan VII. Maar pas de pogingen van Christiaan en Wolraad om de heerschappij over Korbach te verwerven, provoceerden landgraaf Maurits zodanig dat hij het land binnenviel en bezette.
Behalve met het landgraafschap Hessen-Kassel hadden Christiaan en Wolraad ook geschillen met de stad Korbach, de belangrijkste binnenlandse oppositie. Vanaf 1610 hadden Christiaan en Wolraad het streven van hun vader om de grootste en invloedrijkste stad van het graafschap te beheersen, voortgezet. De omstreden vraag naar de hoogste jurisdictie in Waldeck, die door de graven in hun voordeel was beantwoord, leidde in eerste instantie naar het Rijkskamergerecht. De molens van justitie maalden langzaam. Een in 1619 door kanselier Zacharias Viëtor opgestelde en gepubliceerde deductie, waarin de rijksonmiddellijkheid van Waldeck nogmaals met alle nadruk werd onderstreept, toont aan hoe gevaarlijk de situatie was voor de onafhankelijkheid van het graafschap Waldeck. In de zomer van 1620, had de situatie zich zodanig toegespitst dat landgraaf Maurits het graafschap bezette – met uitzondering van de Burcht Waldeck en Arolsen. Het graafschap zou bij Hessen worden ingelijfd. Waldeck dreigde meer dan ooit tevoren zijn onafhankelijkheid te verliezen. De twee graven van Waldeck gaven niet op. De Wetterauer Grafenverein had soldaten naar Waldeck gestuurd, die samen met graaf Johan VII ‘de Middelste’ in de burcht vastzaten. Terwijl Wolraad prins Maurits van Oranje, een van de meest succesvolle veldheren van die tijd, als medestander won en zo de Nederlanden meesleepte in het conflict, probeerde Christiaan keizer Ferdinand II voor zich te winnen. Het beleid van landgraaf Maurits bleef in het Heilige Roomse Rijk niet onopgemerkt, ondanks dat de Boheems-Paltse Oorlog van groter belang was. Onder druk van onder meer de keizer en dreigende nadelen beëindigde de landgraaf in de zomer van 1621 de bezetting van Waldeck.
Nadat de acuut dreigende situatie voor het graafschap was afgewend, lieten Christiaan en Wolraad het er niet bij zitten en probeerden zij via het Rijkskamergerecht en de Rijkshofraad juridisch dichter bij hun doel te komen. Bovendien eisten zij vergoeding voor de schade die de soldaten van de Hessische landgraaf tijdens de bezetting in Waldeck hadden aangericht. Na langdurige onderhandelingen verplichtte keizer Ferdinand II landgraaf Maurits in 1630 tot betaling. De onderhandelingen hierover werden in 1632 afgesloten in een schikking in Kassel. Christiaan, die tijdens een jacht het leven van keizer Ferdinand II had gered, was ook kamerheer van de keizer. De onderwerping van Korbach in februari 1624, waar bij verdrag een commissaris van de graven werd aangesteld, zodat de economische macht, die nog steeds de sterkste concurrent in het land was, werd uitgeschakeld, droeg bij tot een zekere ontspanning van de situatie in het graafschap.

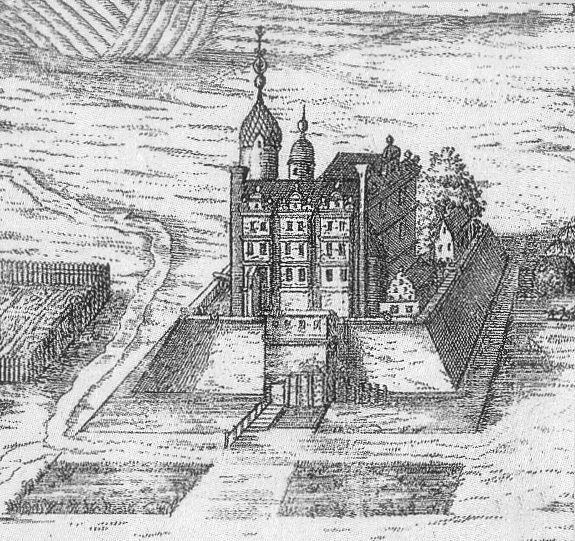
Kopergravure van Slot Pyrmont uit 1698, vermoedelijk in de toestand van voor de Dertigjarige Oorlog.

Zelfs territoriale winst werd geboekt in wat op zich moeilijke tijden waren. Het graafschap Pyrmont werd een deel van Waldeck. Na het overlijden van graaf Filips Ernst van Gleichen op 18 november 1619, regeerde zijn jongere broer Hans Lodewijk in Pyrmont. Toen duidelijk werd dat hij geen nakomelingen zou hebben, sloot hij tijdens zijn leven een erfverdrag met zijn verwanten uit Waldeck, Christiaan en Wolraad IV, en stond hij in 1625 het graafschap Pyrmont aan hen af. Hans Lodewijk overleed op 15 januari 1631. Christiaan en Wolraad namen begin 1630 de titel graaf van Pyrmont aan.
Tegenover de gunstige ontwikkelingen voor de graven stonden de verwoestende gevolgen van de Dertigjarige Oorlog. De inbezitneming van het bijna 90 kilometer ten noorden van het graafschap Waldeck gelegen graafschap Pyrmont bleek moeilijk te zijn, omdat, evenals in de voorgaande jaren, het prinsbisdom Paderborn aanspraak maakte. Prins-bisschop Ferdinand I liet het graafschap in 1629 bezetten, belegerde Slot Pyrmont en dwong zo na tien maanden de overgave af. In 1631 ontmoette Christiaan echter koning Gustaaf II Adolf van Zweden, wisselde tijdens de oorlog van zijde en verzekerde het graafschap van de steun van de grote mogendheid. Na de overwinning van Zweden op de keizerlijke troepen in juni 1633 in de slag bij Oldendorf, werd ook even later Pyrmont ingenomen en aan de bondgenoten van Waldeck teruggegeven.
De banden van Waldeck met Zweden konden ontberingen en ellende echter niet voorkomen. Doortrekkende troepen hebben het graafschap Waldeck bijna laten leegbloeden. Bovendien brak in het midden van de jaren dertig de pest uit. Keizerlijke troepen namen op 26 september 1636 opnieuw bezit van Slot Pyrmont. De herovering heeft Christiaan niet meer meegemaakt. Christiaan overleed op 31 december 1637 op de Burcht Waldeck. Hij werd opgevolgd door zijn zoon Filips VII.

## Huwelijk en kinderen
Christiaan huwde in Wildungen in november 1604 met gravin Elisabeth van Nassau-Siegen (Slot Dillenburg, 8 november 1584 – Landau, 26 juli 1661), de oudste dochter van graaf Johan VII ‘de Middelste’ van Nassau-Siegen en diens eerste echtgenote, gravin Magdalena van Waldeck-Wildungen. Uit dit huwelijk werden de volgende kinderen geboren:
1. Maria Magdalena (Wildungen, 27 april 1606 – Schwalenberg, 28 mei 1671), huwde op 27 april 1623 met graaf Simon VII ‘de Vrome’ van Lippe-Detmold (Slot Brake bij Lemgo, 30 december 1587 – Detmold, 26 maart 1627).
2. Sofia Juliana (Wildungen, 1 april 1607 – Ziegenhain, 15 september 1637), huwde in Waldeck op 31 december 1633 met haar neef landgraaf Herman van Hessen-Rotenburg (Kassel, 15 augustus 1607 – Rotenburg an der Fulda, 25 maart 1658).
3. Anna Augusta (Landau, 31 maart 1608 – Wittgenstein, 27 mei 1658), huwde op 30 juni 1627 met graaf Johan VIII van Sayn-Wittgenstein (14 oktober 1601 – Keulen, 2 april 1657).
4. Elisabeth (Waldeck, 25 april 1610 – Osnabrück, 29 mei 1647), huwde op 28 oktober 1634 met haar neef graaf Willem Wirich van Daun-Falkenstein (1 januari 1613 – 22 augustus 1682).
5. Maurits (Waldeck, 15 augustus 1611 – aldaar, 1 maart 1617).
6. Catharina (20 oktober 1612 – Keulen, 24 november 1649), huwde eerst op 19 juni 1631 met graaf Simon Lodewijk van Lippe-Detmold (Slot Brake bij Lemgo, 14 maart 1610 – Detmold, 8 augustus 1636) en hertrouwde op 15 november 1641 met hertog Filips Lodewijk van Sleeswijk-Holstein-Sonderburg-Wiesenburg (Huis Beck, Ulenburg, 27 oktober 1620 – Schneeberg, 10 maart 1689).
7. Filips VII (Slot Eisenberg,[noot 5] 25 november 1613 – bij Jankov, Bohemen, 24 februari 1645), volgde zijn vader op als graaf van Waldeck-Wildungen. Hij huwde in Frankfurt op 26 oktober 1634 met gravin Anna Catharina van Sayn-Wittgenstein (Simmern, 27 juli 1610 – Kleinern, 1 december 1690[noot 6]).
8. Christina (29 december 1614 – Homburg, 7 mei 1679), huwde op in Waldeck 1 september 1642 met graaf Ernst van Sayn-Wittgenstein-Homburg (Berleburg, 29 maart 1599 – Homburg, 20 maart 1649).
9. Dorothea (2 februari 1617 – ?), huwde in Falkenstein am Donnersberg on 26 november 1641 met graaf Emich XIII van Leiningen-Dagsburg-Falkenburg (12 juni 1612 – Spiers, 1 maart 1657).
10. Agnes (1 of 2 maart 1618 – Emichsburg, 29 november 1651), huwde op 5 februari 1651 met graaf Johan Filips III van Leiningen-Dagsburg-Emichsburg (19 februari 1622 – 19 februari 1666).
11. Sibylla (25 mei 1619 – Hartenburg, 30 September 1678), huwde op 10 januari 1644 met graaf Frederik Emich van Leiningen-Dagsburg-Hartenburg (9 februari 1621 – 26 juli 1698).
12. Johanna Agatha (Waldeck, 6 juni 1620 – 20 mei 1638).
13. Gabriël (Waldeck, 1 juli 1621 – aldaar, 6 januari 1624).
14. Johan II (Waldeck, 7 november 1623 – Landau, 10 oktober 1668), volgde zijn vader op als graaf van Waldeck-Landau. Hij huwde eerst op 17 december 1644 met Alexandrine Maria Gräfin von Vehlen und Meggen (? – Thorn, 27 februari 1662) en hertrouwde op Slot Merlau op 10 november 1667 met landgravin Henrica Dorothea van Hessen-Darmstadt (Darmstadt, 14 oktober 1641 – Landau, 22 december 1672).
15. Louise (Waldeck, 28 januari 1625 – 4 oktober 1665), huwde met Gerhard Ludwig Freiherr von Effern.

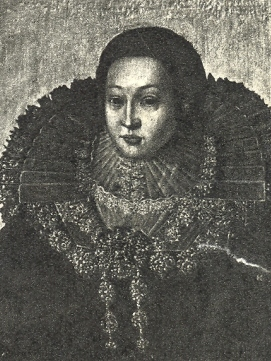
Maria Magdalena van Waldeck-Wildungen (1606–1671)
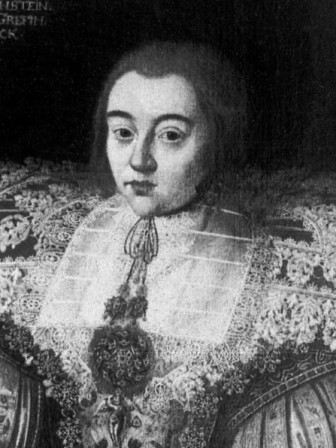
Anna Augusta van Waldeck-Wildungen (1608–1658)
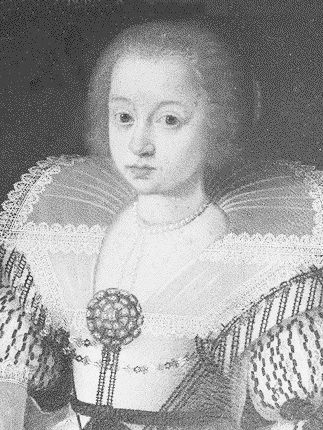
Agnes van Waldeck-Wildungen (1618–1651)

## Voorouders
| Voorouders van graaf Christiaan van Waldeck-Wildungen | Voorouders van graaf Christiaan van Waldeck-Wildungen                                                                        | Voorouders van graaf Christiaan van Waldeck-Wildungen                                                                        | Voorouders van graaf Christiaan van Waldeck-Wildungen                                                                        | Voorouders van graaf Christiaan van Waldeck-Wildungen                                                                        | Voorouders van graaf Christiaan van Waldeck-Wildungen                                       | Voorouders van graaf Christiaan van Waldeck-Wildungen                                         | Voorouders van graaf Christiaan van Waldeck-Wildungen                                      | Voorouders van graaf Christiaan van Waldeck-Wildungen                                      |
| ----------------------------------------------------- | --- | --- | --- | --- | ------------------------------------------------------------------------------------------- | --------------------------------------------------------------------------------------------- | ------------------------------------------------------------------------------------------ | ------------------------------------------------------------------------------------------ |
| Betovergrootouders                                    | Filips II van Waldeck-Eisenberg (1452/53–1524) ⚭ 1481 Catharina van Solms-Lich (?–1492)                                      | Otto IV van Hoya (1425–1497) ⚭ Anna van Lippe (1452–1533)                                                                    | Günther XXXIX van Schwarzburg-Blankenburg (1455–1531) ⚭ 1493 Amalia van Mansfeld (1473–1517)                                 | Willem VI van Henneberg-Schleusingen (1478–1559) ⚭ Anastasia van Brandenburg (1478–1557)                                     | Burchard van Barby en Mühlingen (1454–1505) ⚭ 1482 Magdalena van Mecklenburg (?–1532)       | Gebhard VII van Mansfeld-Hinterort (1478–1558) ⚭ 1510 Margaretha van Gleichen (ca. 1495–1567) | Ernst van Anhalt-Zerbst (?–1516) ⚭ 1494 Margaretha van Münsterberg (1473–1530)             | Joachim I Nestor van Brandenburg (1484–1535) ⚭ 1502 Elisabeth van Denemarken (1485–1555)   |
| Overgrootouders                                       | Filips III van Waldeck-Eisenberg (1486–1539) ⚭ 1503 Adelheid van Hoya (1475–1513)                                            | Filips III van Waldeck-Eisenberg (1486–1539) ⚭ 1503 Adelheid van Hoya (1475–1513)                                            | Hendrik XXXII van Schwarzburg-Blankenburg (1499–1538) ⚭ 1524 Catharina van Henneberg-Schleusingen (1508–1567)                | Hendrik XXXII van Schwarzburg-Blankenburg (1499–1538) ⚭ 1524 Catharina van Henneberg-Schleusingen (1508–1567)                | Wolfgang van Barby en Mühlingen (1502–1564) ⚭ 1526 Agnes van Mansfeld-Hinterort (1511–1558) | Wolfgang van Barby en Mühlingen (1502–1564) ⚭ 1526 Agnes van Mansfeld-Hinterort (1511–1558)   | Johan II van Anhalt-Zerbst (1504–1551) ⚭ 1534 Margaretha van Brandenburg (1511–1577)       | Johan II van Anhalt-Zerbst (1504–1551) ⚭ 1534 Margaretha van Brandenburg (1511–1577)       |
| Grootouders                                           | Wolraad II ‘de Geleerde’ van Waldeck-Eisenberg (1509–1578) ⚭ 1546 Anastasia Günthera van Schwarzburg-Blankenburg (1526–1570) | Wolraad II ‘de Geleerde’ van Waldeck-Eisenberg (1509–1578) ⚭ 1546 Anastasia Günthera van Schwarzburg-Blankenburg (1526–1570) | Wolraad II ‘de Geleerde’ van Waldeck-Eisenberg (1509–1578) ⚭ 1546 Anastasia Günthera van Schwarzburg-Blankenburg (1526–1570) | Wolraad II ‘de Geleerde’ van Waldeck-Eisenberg (1509–1578) ⚭ 1546 Anastasia Günthera van Schwarzburg-Blankenburg (1526–1570) | Albrecht X van Barby en Mühlingen (1534–1588) ⚭ 1559 Maria van Anhalt-Zerbst (1538–1563)    | Albrecht X van Barby en Mühlingen (1534–1588) ⚭ 1559 Maria van Anhalt-Zerbst (1538–1563)      | Albrecht X van Barby en Mühlingen (1534–1588) ⚭ 1559 Maria van Anhalt-Zerbst (1538–1563)   | Albrecht X van Barby en Mühlingen (1534–1588) ⚭ 1559 Maria van Anhalt-Zerbst (1538–1563)   |
| Ouders                                                | Josias I van Waldeck-Eisenberg (1554–1588) ⚭ 1582 Maria van Barby en Mühlingen (1563–1619)                                   | Josias I van Waldeck-Eisenberg (1554–1588) ⚭ 1582 Maria van Barby en Mühlingen (1563–1619)                                   | Josias I van Waldeck-Eisenberg (1554–1588) ⚭ 1582 Maria van Barby en Mühlingen (1563–1619)                                   | Josias I van Waldeck-Eisenberg (1554–1588) ⚭ 1582 Maria van Barby en Mühlingen (1563–1619)                                   | Josias I van Waldeck-Eisenberg (1554–1588) ⚭ 1582 Maria van Barby en Mühlingen (1563–1619)  | Josias I van Waldeck-Eisenberg (1554–1588) ⚭ 1582 Maria van Barby en Mühlingen (1563–1619)    | Josias I van Waldeck-Eisenberg (1554–1588) ⚭ 1582 Maria van Barby en Mühlingen (1563–1619) | Josias I van Waldeck-Eisenberg (1554–1588) ⚭ 1582 Maria van Barby en Mühlingen (1563–1619) |